# Didyma
Koordinaten: 37° 23′ 6″ N, 27° 15′ 23″ O

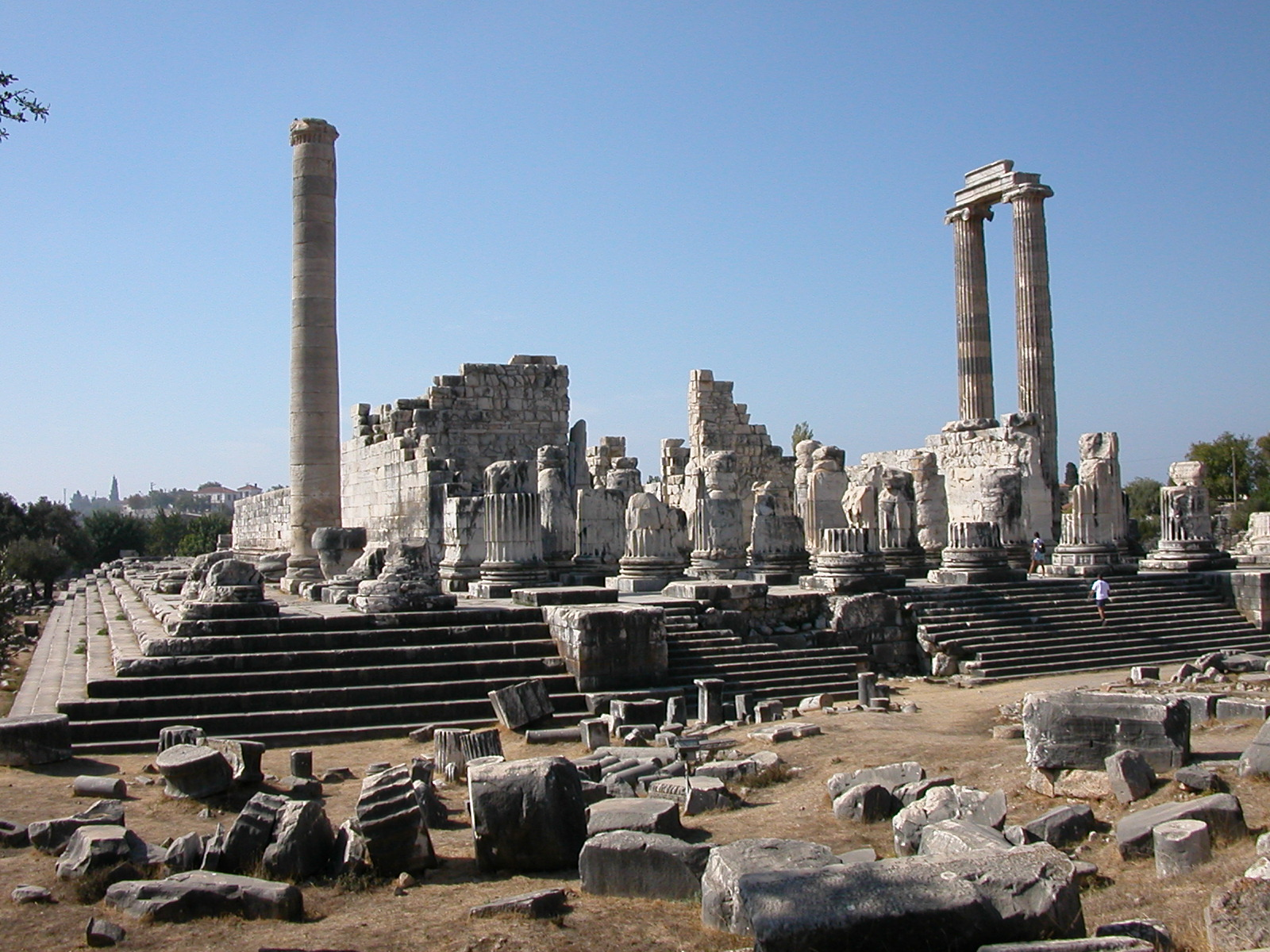
Der Apollon-Tempel; an den Personen auf der Treppe kann man die Größe des Tempels erkennen

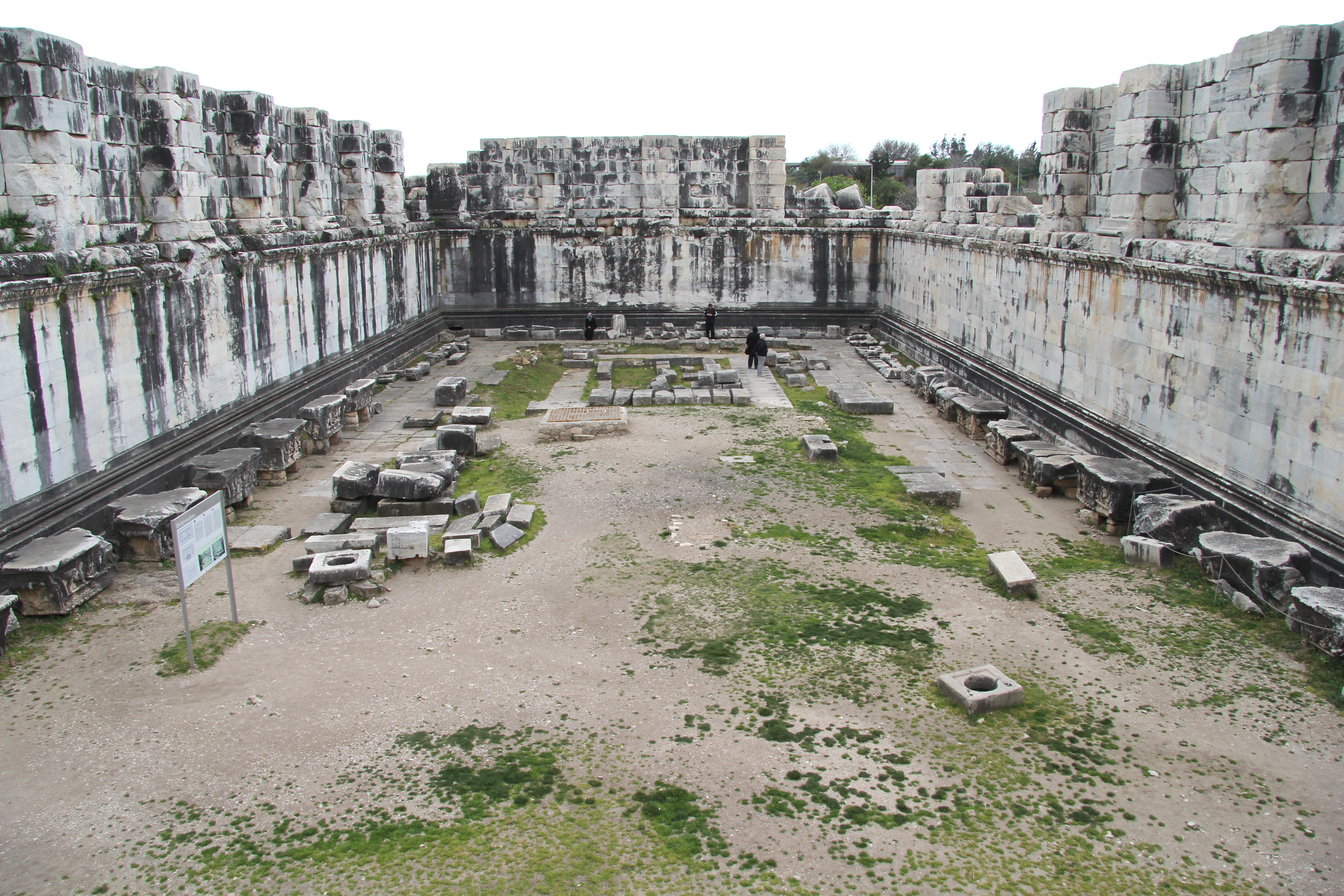
Das Innere des Tempels

Didyma (heute Didim in der Türkei) war ein antikes Heiligtum im Westen Kleinasiens mit einer bedeutenden Orakelstätte des Gottes Apollon. Der hellenistische Apollontempel wird in seiner Größe in Ionien nur vom Heratempel im Heraion von Samos und dem Tempel der Artemis in Ephesos übertroffen. Er zählt zu den am besten erhaltenen Großbauten des Altertums. Neben dem Apollontempel gab es weitere Bauten im Heiligtum, die erst in jüngster Zeit entdeckt wurden: Ein Theater römischer Zeit sowie die Fundamente und Bauteile eines Tempels, welche zu einem inschriftlich belegten Tempel der Artemis gehören.

## Lage
Das Heiligtum liegt im heutigen Ort Didim im gleichnamigen Landkreis der türkischen Provinz Aydın.
Das antike Didyma befand sich an der Westküste Kleinasiens in der Nähe der antiken Großstadt Milet, zu welcher die Entfernung ca. 16 km Luftlinie beträgt. Die natürliche Verbindung zwischen beiden war der Seeweg. Zusätzlich wurde ab dem 6. Jahrhundert v. Chr. abseits der Küste eine Straße gebaut. Diese „Heilige Straße“ verband Milet mit Didyma. Ihr Name verweist auf ihren sakralen Charakter, da sie für Prozessionen bestimmt war. Die Straße zwischen Milet und Didyma führte auch am Hafen Didymas vorbei, der 3 km nordwestlich des Orakelheiligtums liegt und Panormos (heute Mavişehir) hieß.

## Name
Die Herkunft des Namens „Didyma“ ist umstritten: er kommt entweder aus dem Karischen (und damit aus der Zeit vor der griechischen Besiedlung der kleinasiatischen Westküste) oder aus dem Griechischen (didymos heißt „Zwilling“, womit Apollon und Artemis gemeint sein könnten). Auf der Peloponnes im Gebiet der südöstlichen Argolis existiert ebenfalls ein Ort mit dem Namen Didyma, dort auf zwei Dolinen bezogen oder auf den Hausberg, der mit zwei Gipfeln ebenfalls Didymos benannt ist. Der Name könnte also von einer Ortsbezeichnung aus dem griechischen Kernland übernommen worden sein, was auch für andere frühe griechische Gründungen an der kleinasiatischen Westküste vermutet wird. Wahrscheinlicher ist jedoch, dass der Ort vor der Ankunft der Griechen Dindyma hieß. Dafür sind zwei Indizien vorhanden: Die Ureinwohner, die Karer, kannten viele Ortsnamen mit der Endung -yma, wie zum Beispiel Loryma oder Sidyma. Außerdem gibt es viele Berge in Westkleinasien, die Dindymon heißen. Daher erhielt auch eine einheimische Muttergottheit den Namen Dindymene.

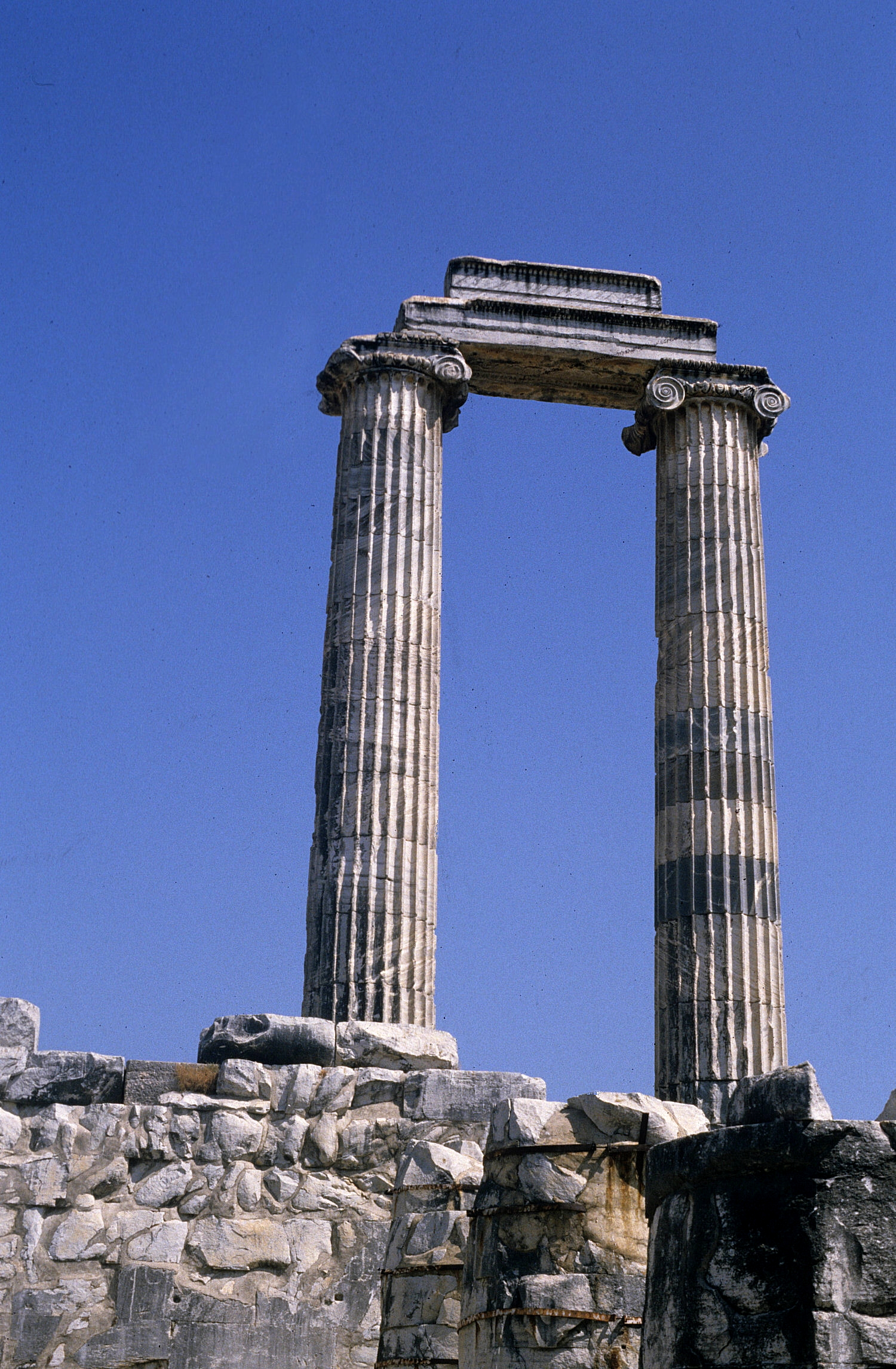
Der Apollon-Tempel

## Geschichte
Herodot und Pausanias berichten, dass die Ionier um die Wende zum 1. Jahrtausend v. Chr. einwanderten und eine ältere Kultstätte übernahmen, an der in vorgriechischer Zeit eine weibliche Naturgottheit verehrt wurde. Bisher ist eine Gründungszeit im 2. Jahrtausend v. Chr. jedoch archäologisch nicht nachweisbar.
Die Kultlegende berichtet, dass Leto am Ort der Orakelstätte ihren Sohn Apollon von Zeus empfangen habe. Später erschien Apollon einem einheimischen Hirten namens Branchos, dem er die Sehergabe verlieh. Auf diesen Hirten führte sich das karische Priestergeschlecht der Branchiden zurück, die bis in die Zeit der Perserkriege Namensgeber und Vorsteher des Heiligtums waren. Daher kommt auch der frühere Name „Branchidai“; später wurden die Priester von Milet eingesetzt und gehörten zu angesehenen Familien der Stadt.
Das Orakel hatte schon im 7. Jahrhundert v. Chr. einen überregionalen Ruf. Dies belegt zum einen Herodot, der von Weihgeschenken des ägyptischen Pharao Necho und des Lyderkönigs Kroisos berichtet, zum anderen der tatsächliche Fund zahlreicher Weihgeschenke.
Herodot berichtet, dass nach dem Zusammenbruch des Ionischen Aufstandes und dem Fall von Milet 494 v. Chr. der Perserkönig Dareios die Tempel von Didyma und das Orakel plünderte und in Flammen aufgehen ließ. Strabon und Pausanias berichten wiederum, dass Xerxes I. nach seiner Niederlage bei Plataiai 479 v. Chr. das Heiligtum von Didyma zerstörte. Die Branchiden sollen freiwillig die Tempelschätze dem Perserkönig übereignet haben und nach Persien geflohen sein. Archäologisch ist eine schwerwiegende Brandzerstörung weder für 494 noch für 479 v. Chr. nachweisbar. Dennoch wurde zum Beispiel auf dem sogenannten Taxiarchis-Hügel eine Ascheschicht gefunden, die viele verbrannte Dachziegel des Apollontempels und anderer Bauten Didymas enthielt. Sie belegen eine Beschädigung dieser Gebäude am Anfang des 5. Jahrhunderts v. Chr. Danach setzten umfangreiche Baumaßnahmen für die nächsten 150 Jahre aus.
Das schon in archaischer Zeit berühmte Apollonorakel von Didyma war nach dem Ionischen Aufstand und der Verwüstung durch die Perser verstummt, wie Strabon schreibt. 334 v. Chr. eroberte Alexander der Große Milet und befreite es von der Perserherrschaft. Spätestens seit dieser Zeit wird das zuvor regionale Heiligtum Bestandteil der Polis Milet gewesen sein. Weder bei dem antiken Geschichtsschreiber Arrian noch bei einem anderen wird erwähnt, dass Alexander in diesem Zusammenhang Didyma besuchte. Dies ist ein Indiz dafür, dass das Apollonheiligtum damals keine wichtige Rolle spielte, denn Alexander suchte immer die wichtigen am Weg gelegenen Heiligtümer auf, wie zum Beispiel das der Artemis von Ephesos oder der Athena von Priene.
Dennoch wird Alexander beim Wiederaufleben des Orakelkultes eine bedeutende Rolle zugeschrieben: Als er sich 331 v. Chr. in Ägypten aufhielt, soll die Orakelquelle in Didyma wieder aufgesprudelt sein und Gesandte aus Milet brachten ihm Orakelsprüche. Darin wurde er als Sohn des Zeus bezeichnet und ihm sein Sieg in der Schlacht bei Gaugamela prophezeit. Anschließend gab Milet den Auftrag zum Neubau des Apollontempels und setzte Jahresbeamte als prophetes und Opferpriester ein.
Im Hellenismus wurden neben Alexander auch den hellenistischen Königen Seleukos I. und Seleukos II. Orakel erteilt. Im 3. Jahrhundert v. Chr. stand Didyma folglich stark unter dem Einfluss des Seleukidenreichs, dessen Könige dem Heiligtum auch reiche Stiftungen vermachten. Einen Rückschlag musste es jedoch in den Jahren 277/76 v. Chr. verkraften, als es von den Galatern geplündert wurde, die vom Balkan her nach Kleinasien gekommen waren. Im 2. Jahrhundert v. Chr. gab es dann Stiftungen des bithynischen Königshauses und schließlich am Beginn des 1. Jahrhunderts v. Chr. noch solche der letzten Ptolemäer. In diesem Zusammenhang sind die im Heiligtum zu Ehren Apollons abgehaltenen Wettkämpfe zu erwähnen. Diese „Didymeia“ genannten Spiele sind zuerst Anfang des 3. Jahrhunderts v. Chr. bezeugt. Um 200 v. Chr. wurden sie panhellenisch und penteterisch, das heißt alle Griechen konnten daran teilnehmen und sie fanden alle vier Jahre statt. Zu Beginn des 1. Jahrhunderts v. Chr. mussten die „Megala Didymeia“ aber vorübergehend eingestellt werden, unter anderem weil Milet den gegen die Römer aufbegehrenden Usurpator Mithradates unterstützt hatte. Außerdem wurde das Apollonheiligtum 67 v. Chr. von Piraten heimgesucht. Erst unter Gnaeus Pompeius Magnus konnten die Didymeia 63 v. Chr. wieder aufgenommen werden, nachdem er den Osten des Römischen Reiches neu geordnet hatte.
In römischer Zeit erweiterte Gaius Iulius Caesar den Asylbezirk. Angeblich versuchte Caligula, sich den Apollontempel anzueignen bzw. diesen fertigzustellen. Trajan ließ um 100 n. Chr. die Heilige Straße ausbauen und innerhalb des Heiligtums pflastern. Kaiser Hadrian war selbst Prophet im Heiligtum. Commodus ließ ab 177 n. Chr. die Kommodeia als Kaiserkult feiern.
Der religiöse Betrieb des Orakels kam im Verlauf des 4. Jahrhunderts zum Erliegen. In der Spätantike war Didyma Bischofssitz und wurde durch Kaiser Justinian I. mit dem Titel Iustinianopolis geehrt, bevor der Ort im Frühmittelalter einen rapiden Niedergang erlebte. Vom 10. bis 12. Jahrhundert war Didyma erneut Sitz eines Bischofs, und es lässt sich christliche Bautätigkeit nachweisen. Mehrmals zerstörten Erdbeben Didyma, besonders im 7. und im 15. Jahrhundert. Letzteres führte zur Aufgabe der Siedlung. Erst am Ende des 18. Jahrhunderts besiedelten Griechen den Ort wieder und benutzten die verfallenen antiken Gebäude als Steinbruch.
Seit dem 18. Jahrhundert wird Didyma erforscht, zuerst durch englische, dann durch französische, schließlich durch deutsche Archäologen. Einzelne Fundstücke aus Didyma befinden sich im British Museum in London, im Louvre in Paris und im Pergamonmuseum in Berlin und trugen wesentlich zur Bekanntheit der Ausgrabungsstätte in West- und Mitteleuropa bei. Erst im Jahre 1906 begannen deutsche Archäologen unter der Leitung von Hubert Knackfuß den Apollontempel großflächig freizulegen. Diese Arbeiten waren 1913 weitgehend beendet. Nach dem Ersten Weltkrieg fanden weitere sporadische Untersuchungen statt. Seit 1962 werden wieder jährliche Ausgrabungen unter der Leitung des Deutschen Archäologischen Instituts durchgeführt.

## Bauten

### Apollontempel

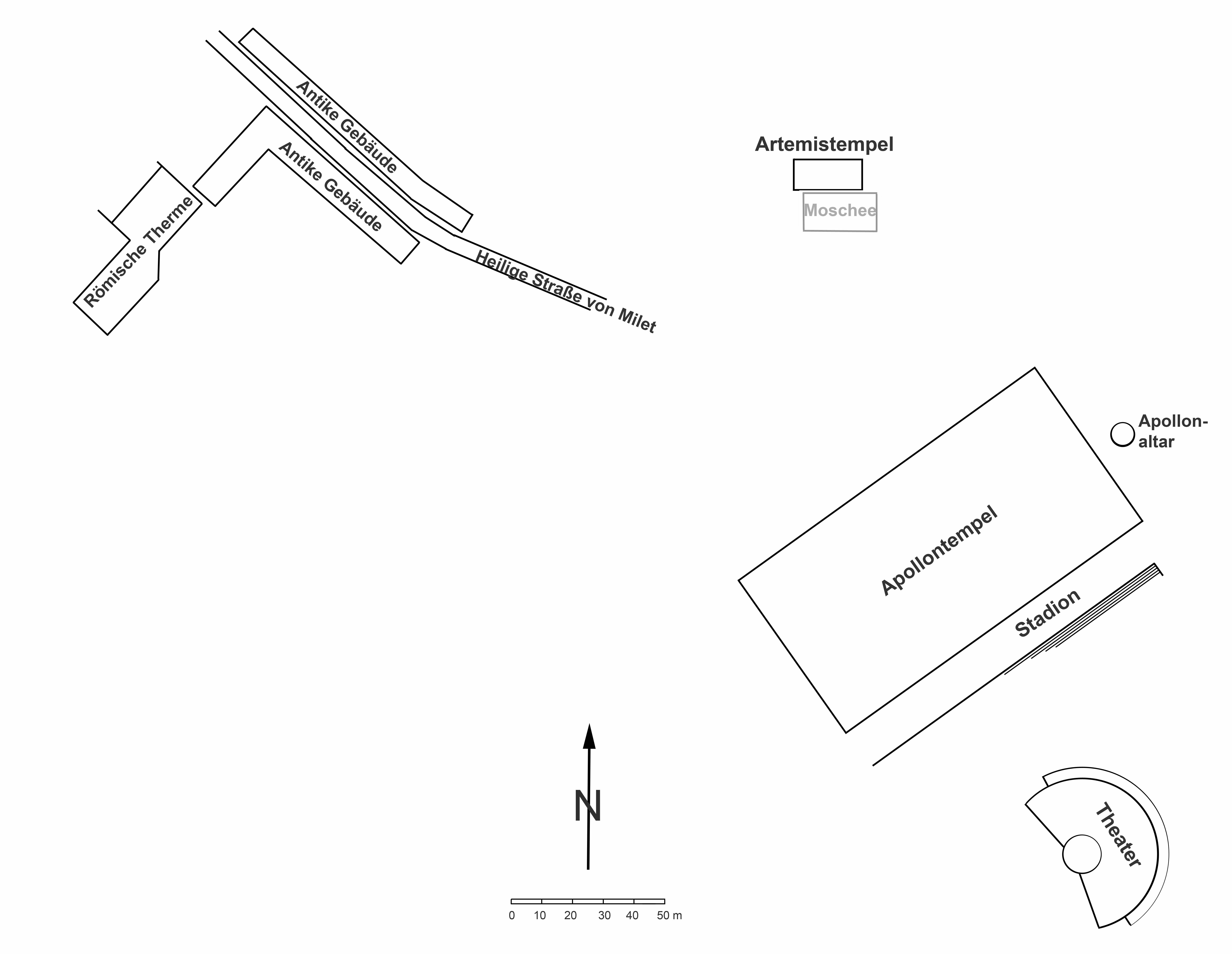
Schematischer Gesamtplan des Apollonheiligtums

Der hellenistische Großtempel hatte zwei Vorgängerbauten aus archaischer Zeit. Der eine Bau stammt aus der Zeit um 700 v. Chr., der andere aus dem 6. Jahrhundert v. Chr. Bereits damals erhielt die Anlage eine von Säulen getragene Ringhalle, die in ihrer Gestalt das hellenistische Heiligtum vorwegnahm. Da das archaische Heiligtum unter den Steinmassen des hellenistischen Tempels liegt, ist relativ wenig darüber bekannt. Im Tempelhof sind noch Reste der Vorgängerbauten zu sehen.

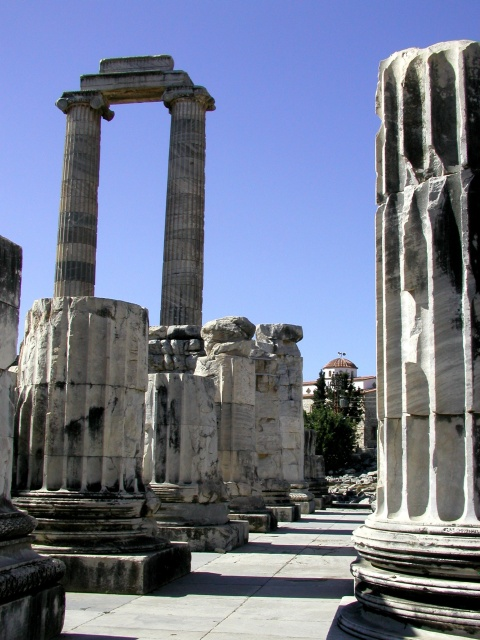
Der Apollon-Tempel

Mit dem Bau des hellenistischen Heiligtums wurde um 330 v. Chr. begonnen. Es wird mit der Eroberung Milets durch Alexander den Großen 334 v. Chr. und der Eingliederung Didymas in die Polis Milet in Verbindung gebracht. Für die Planung des Tempels beauftragte man laut Vitruv den milesischen Baumeister Daphnis und den führenden Architekten seiner Zeit, Paionios von Ephesos.

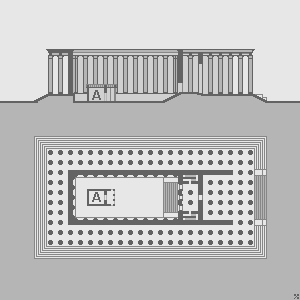
Rekonstruktion des Apollontempels von Didyma

Der Tempel hat eine doppelte Ringhalle: der äußere Säulenring hat 10 × 21 Säulen, der innere 8 × 19 Säulen. Der Stylobat (oberste Stufe des Tempelunterbaus) hat eine Größe von ca. 51 m × 109 m. Die 120 ionischen Säulen sind 19,70 m hoch. Den oberen Abschluss bildete über dem Architrav ein Fries aus Ranken, Löwenfiguren und Medusenhäuptern.
Die Ringhalle erhebt sich auf einem siebenstufigen Unterbau, dem Stereobat. Sein Eingang liegt im Osten und führt über eine Freitreppe von 14 Stufen. Von dort gelangt man, nach dem Durchschreiten der Ringhalle, in die Vorhalle (Pronaos), die wegen ihrer 3 × 4 Säulen auch Zwölfsäulensaal (griechisch Dodekastylos) genannt wird. Anstelle einer Cellatür befindet sich hier ein über 14 Meter hohes unverschließbares Portal mit einer Schwelle von knapp 1,5 Metern Höhe. Sie war also unüberschreitbar. In das Innere des Tempels führen seitlich des Portals zwei Tunnelgewölbe. Diese Tunnelgänge sind die einzigen Zugänge.
Im Inneren des Tempels liegt ein unüberdachter Hof, der in Inschriften als Adyton bezeichnet wird. Im Westen des Hofes finden sich die Fundamente eines Baus mit einer Größe von 8,24 m × 14,23 m. Dieser kleine tempelartige Bau wird auch Naïskos genannt (griechisch für „kleiner Tempel“). Den Naïskos errichtete man um 300 v. Chr. Das war nötig, weil Seleukos I. zu dieser Zeit den sogenannten Kanachos-Apollon aus Susa zurück nach Didyma schickte. Diese Apollon-Statue diente als Kultbild und man stellte sie im Naïskos auf, wie kaiserzeitliche Münzen zeigen. Gefertigt hatte diese spätarchaische Bronzestatue der Bildhauer Kanachos und die Perser hatten sie nach dem Ionischen Aufstand geraubt. Sie stellte Apollon stehend mit einem Hirsch in der rechten und einem Bogen in der linken Hand dar. Das eigentliche Kultmal des Apollonheiligtums bildete aber eine Quelle, die zur Orakelerteilung benutzt wurde. Ursprünglich befand sich diese Süßwasserquelle im Bereich des hellenistischen Apollon-Naïskos. Später versiegte sie und man legte einen Brunnen im nordöstlichen Bereich des Innenhofes an. Die Bedeutung dieser Quelle erschließt sich daraus, dass Didyma auf einem wasserarmen Kalkplateau liegt.
An der Ostseite des Hofes führt zwischen den beiden erwähnten Tunnelgängen eine Freitreppe mit 24 Stufen zu einer Dreitürenwand (griechisch Trithyron). Diese Wand hat zwei korinthische Halbsäulen und bildet innerhalb des Hofes eine Außen- und Fassadenarchitektur. Gottfried Gruben bezeichnet sie als den „architektonischen Brennpunkt des Tempels“. Dahinter liegt ein Saal mit zwei gegenüberliegenden Treppenhäusern und dem so genannten Großen Portal. Auch hier sind die Schwellen mit einer Höhe von 50 Zentimetern relativ hoch und konnten nur mit Hilfsmitteln überschritten werden. Die Treppenhäuser werden labyrinthoi genannt. Der Bau wurde wohl nach eindeutig kultischen Vorgaben erstellt. Über die genaue Nutzung und Funktion gibt es allerdings nur Mutmaßungen.

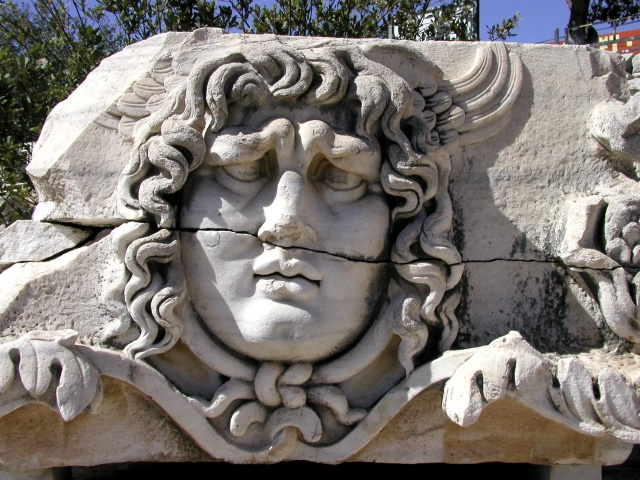
Medusenhaupt

Obwohl man etwa 600 Jahre am Tempel arbeitete, wurde er nie fertiggestellt. Strabon berichtet, der Tempel sei wegen seiner Größe ohne Dach geblieben. Tatsächlich fehlen die Dachzone des Pronaos und der nie vollendeten Ringhallen. Auch wurde die letzte Glättung der Wände nicht ausgeführt. So blieben dort umfangreiche antike Werkzeichnungen erhalten, die erst 1979 von Lothar Haselberger entdeckt wurden. Es handelt sich dabei offensichtlich um Arbeitspläne für Säulen, Gebälke und andere Details. In der Antike wurden die Wände vor der Ritzung mit Rötel eingerieben, so dass die Linien deutlich sichtbar waren. Die großflächigen Zeichnungen umfassen bis zu 25 Meter lange Geraden und Kreisbögen mit Radien bis zu 4,5 Metern. Die Linien sind mit Metallstichel, Lineal und Zirkel in die Oberfläche der Marmorquader geritzt und bis auf wenige Millimeter genau.
Didyma gehörte zusammen mit Delphi, Dodona und Klaros zu den bedeutendsten griechischen Orakeln. Der genaue Ablauf beim Erteilen einer Prophezeiung ist nicht bekannt; ihre Endform in Versen erhielten die Orakelsprüche jedenfalls durch Priester. Die letzte große Blütezeit des Heiligtums war im 1. und 2. Jahrhundert.

### Artemistempel

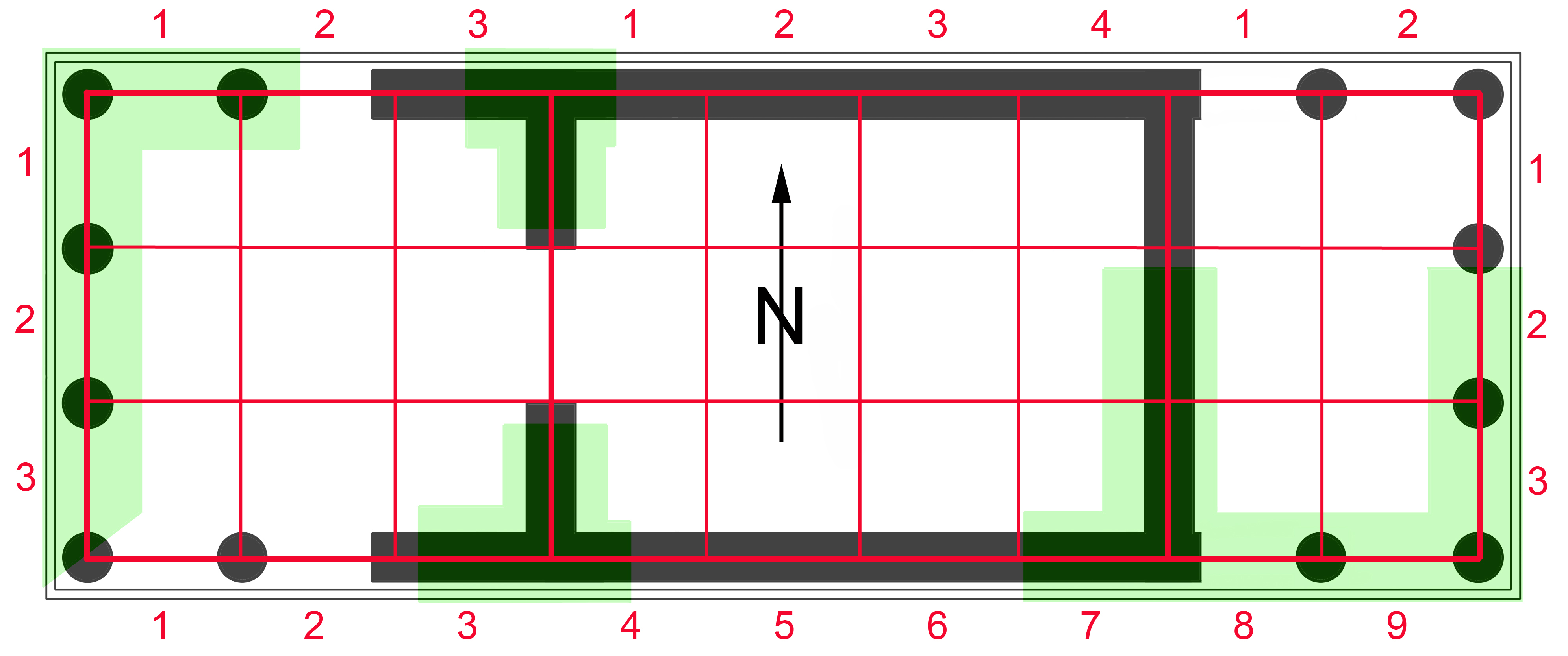
Rekonstruktionszeichnung des Grundrisses des hellenistischen Artemistempels als tetrastyler Amphiprostylos, dessen Frontseite nach Westen zeigt: die erhaltenen Fundamente (hellgrün); die möglichen Standorte der Stufen, Wände und Säulen (schwarz); das Grundrissraster mit den Proportionen der einzelnen Räume und des gesamten Grundrisses (rot).

Das Fundament des Artemistempels wurde 2013 unmittelbar nördlich der heutigen Moschee entdeckt. In den beiden Jahren darauf konnte die Größe des Tempelfundaments auf 11,50 m × 31,70 m bestimmt werden. Dieses rechteckige Streifenfundament besaß zwei Querfundamente, die zeigen, dass der Artemistempel drei Räume hatte. Im Gegensatz zum Apollontempel von Didyma ist das Fundament des Artemistempels genau ost-westlich ausgerichtet; wie bei den meisten griechischen Tempeln üblich. Aufgehendes Mauerwerk trat bei den Grabungsarbeiten nicht zutage. Nach der Freilegung wurden die Fundamente wieder zugeschüttet, sodass heute von ihnen nichts mehr zu sehen ist.

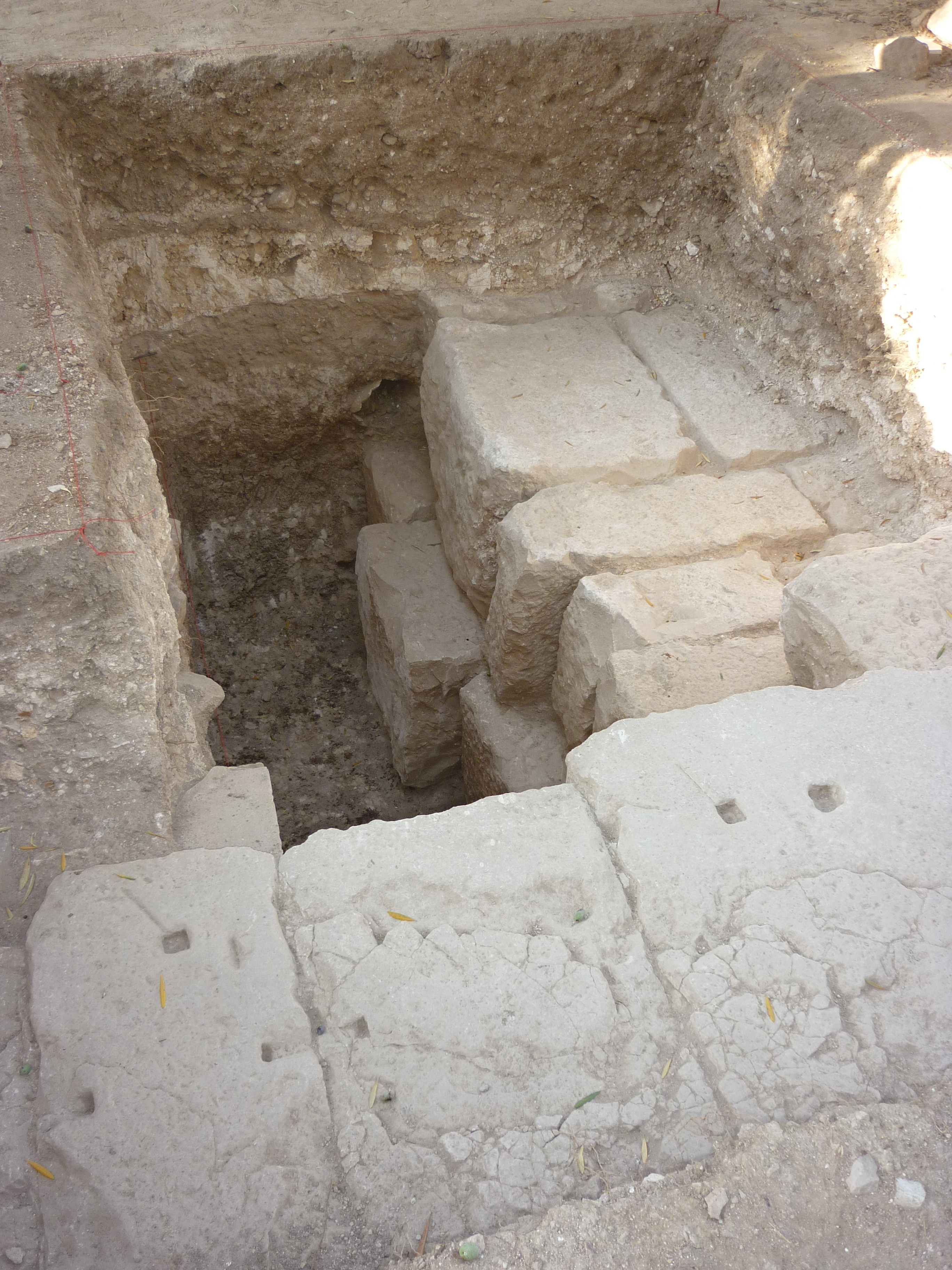
Das Fundament des Artemistempels von Süden

Bereits 1994 waren bei Ausgrabungen südlich der Moschee Bauteile des Artemistempels zum Vorschein gekommen. Sie zeigen, dass es sich um einen ionischen Tempel handelte, dessen Vorbild der hellenistische Naïskos des Apollontempels war. Denn bestimmte Bereiche des Artemistempels stimmen bis auf wenige Details exakt mit dem Apollon-Naïskos überein. Für die Abweichungen gibt es zwei Gründe: Erstens war der Artemistempel größer als der Apollon-Naïskos. Zweitens entstand der Apollon-Naïskos schon um 300 v. Chr. und der Artemistempel erst im 2. Jahrhundert v. Chr.
Die wenigen erhaltenen Bauteile des Artemistempels erlauben allein keine Rekonstruktion seiner Gestalt. Erstaunlicherweise ist aber der Entwurf seiner Vorderseite als Ritzzeichnung im Maßstab 1:1 überkommen, die im Innenhof des Apollontempels an der westlichen Sockelwand angebracht ist. Diese Zeichnung konnte viele Jahre nicht richtig gedeutet werden. Aber 2012 stellte Ulf Weber fest, dass die bis dahin gefundenen Bauteile des vermutlichen Artemistempels exakt zu dieser Zeichnung passen. Seitdem kannte man die Breite des Artemistempels (10,71 m) und den Achsabstand seiner vier Frontsäulen (jeweils 3,31 m).
Nun begann die Suche nach dem Tempelfundament, welches schließlich 2013 gefunden wurde. Bei der Ausgrabung des Tempelfundaments nördlich der Moschee stellte sich heraus, dass der Achsabstand der Fundamentstreifen immer ein Vielfaches des Achsabstandes der Säulen auf der genannten Ritzzeichnung beträgt. Später ergab sich, dass das gefundene Tempelfundament genauso breit ist wie die Tempelfront der Zeichnung im Apollontempel. Überdies ist das Fundament genau dreimal so lang wie breit, sodass der Artemistempel im Grundriss die Proportion 1:3 aufwies. Der Zusammenhang zwischen dem Entwurf an der Rückwand des Apollontempels und dem Tempelfundament bei der Moschee ist damit bewiesen.
Noch nicht endgültig geklärt ist die Frage, ob die Eingangsseite des Artemistempels nach Osten oder nach Westen zeigte. Die Freilegung des Fundaments nördlich der Moschee brachte darüber keine Aufschlüsse. Bei Ausgrabungen auf der Ostseite traten allerdings keine Altarreste zutage und auf der Westseite wurde noch nicht ausgegraben. Die dortige Entdeckung des Artemisaltars oder seiner Fundamente würde dieses Problem lösen, da sich der Altar in der Regel vor der Vorderseite eines griechischen Tempels befand. Jedoch ist die Westorientierung des Artemistempels auch wahrscheinlich, weil dies sein Grundriss nahelegt und weil die beiden berühmten Artemistempel von Ephesos und Magnesia am Mäander ebenfalls nach Westen ausgerichtet waren.
Bis heute wurde keine Inschrift gefunden, die belegt, dass der Tempel Artemis geweiht war. Dennoch ist dies sicher, weil der Artemistempel anhand des Apollon-Naïskos entworfen wurde. Apollon und Artemis waren bekanntermaßen Zwillinge. Deshalb ist kaum davon auszugehen, dass der Apollon-Naïskos dem Tempel einer anderen Gottheit als seiner Schwester Artemis als Planungsgrundlage diente. Darüber hinaus ist ein solcher Entwurfsvorgang einmalig in der griechischen Baugeschichte.
In Didyma wurden viele Götter verehrt, aber nur für Apollon und Artemis sind Tempelbauten inschriftlich überliefert. Da in einer Inschrift vom Anfang des 3. Jahrhunderts v. Chr. das Kultbild der Artemis erwähnt wird, muss sie vor dem Tempelneubau im 2. Jahrhundert v. Chr. bereits einen eigenen Tempel besessen haben. Somit ist es auch wahrscheinlich, dass Artemis schon in archaischer Zeit einen Tempel hatte. Das bezeugen außerdem viele Funde aus dieser Zeit, wozu auch Weihinschriften an Artemis gehören.
Insgesamt sind die Erkenntnisse zum Artemistempel von Didyma noch recht dürftig. Aber als gesichert kann gelten, dass der im Fundament 11,50 m breite und 31,70 m lange Tempel im 2. Jahrhundert v. Chr. errichtet wurde. Dies belegt die Datierung seiner Bauornamentik. Überdies handelte es sich um einen ionischen Amphiprostylos.

### Stadion

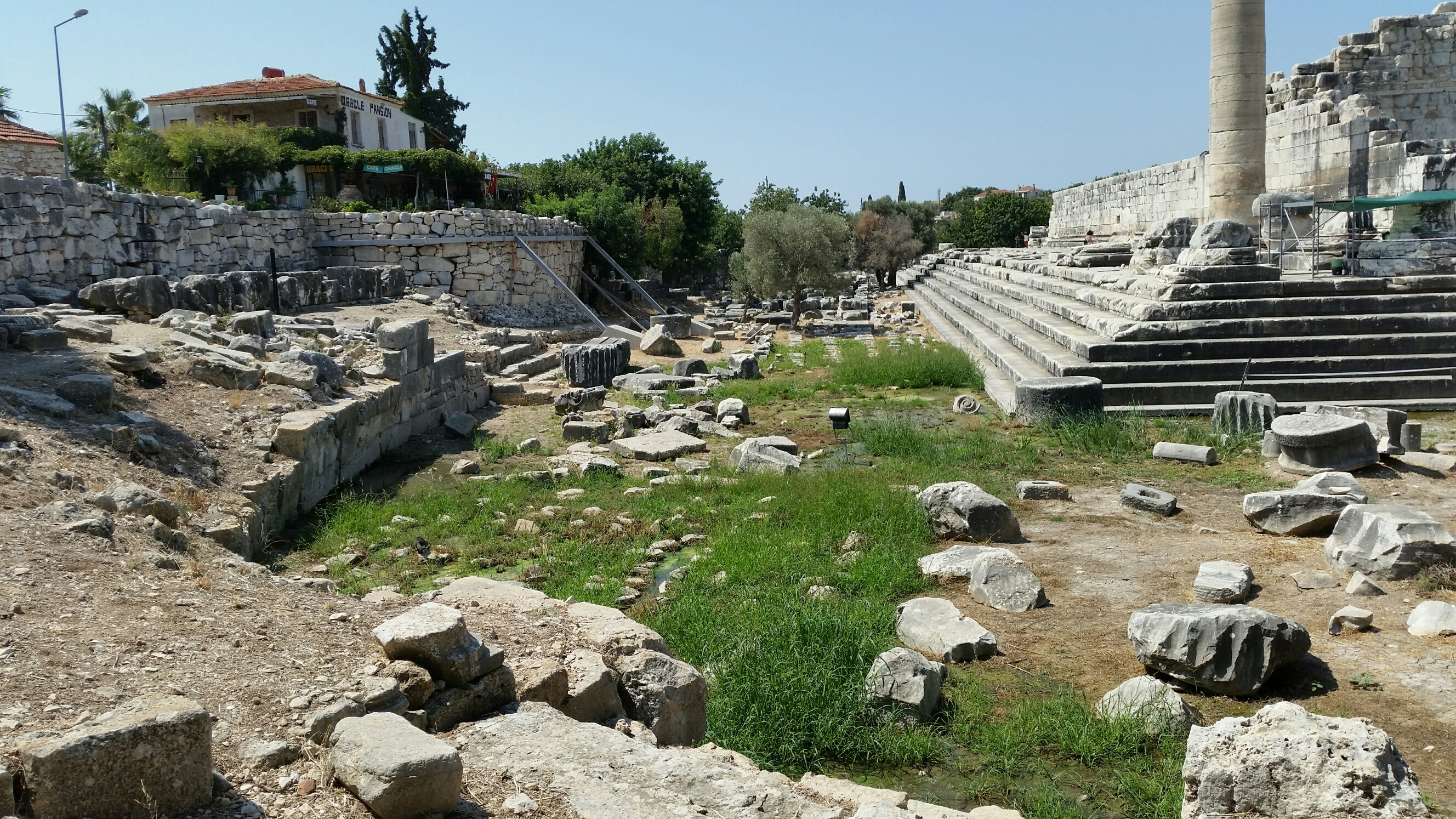
Blick von Osten auf die Südseite des Apollontempels, wo sich einst das Stadion befand

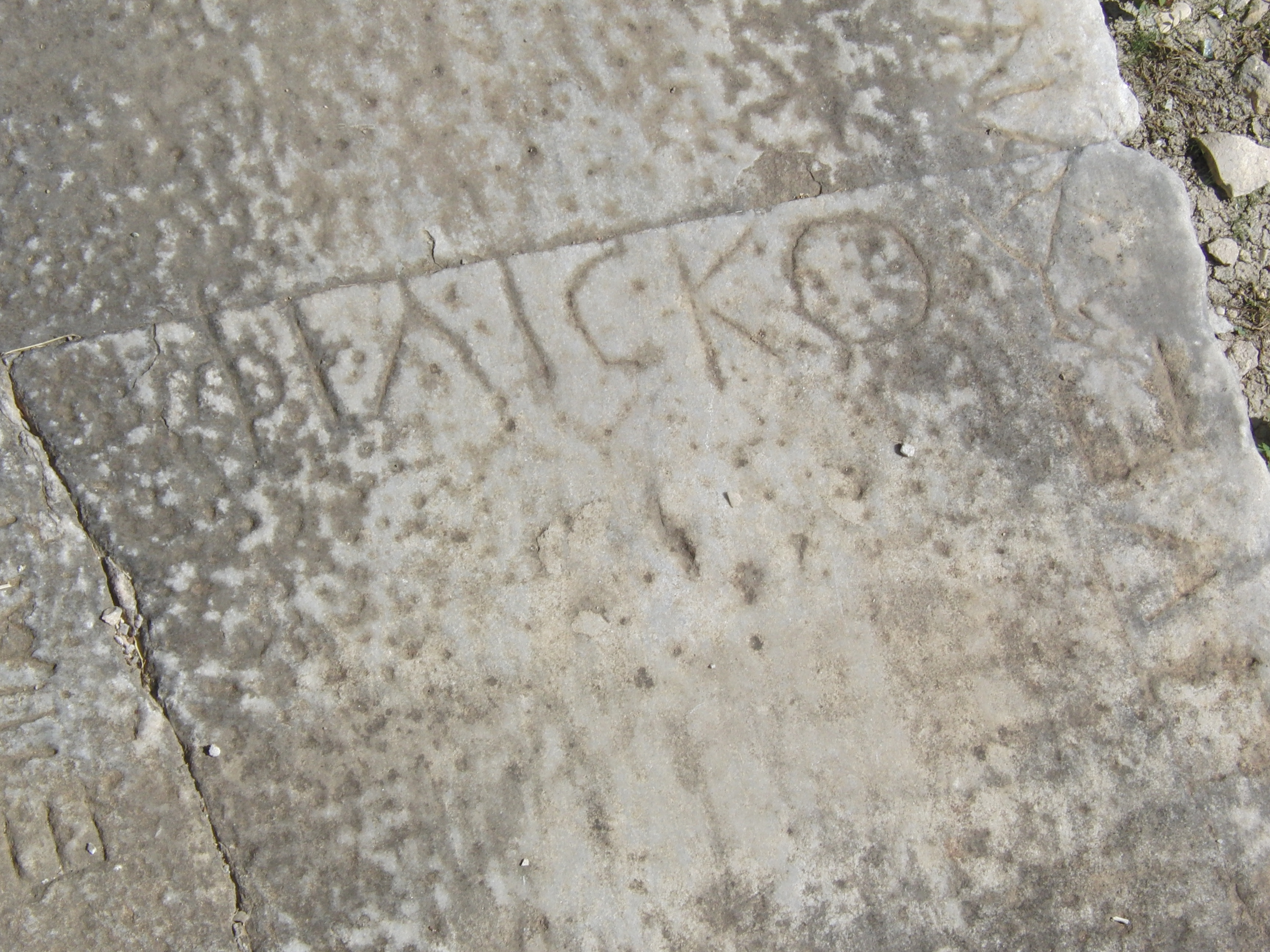
Toposinschrift auf den südlichen Tempelstufen: ΦΙΛΙΣΚΟΥ (Platz des Philiskos)

Parallel zur Südseite des Apollontempels liegt ein Stadion, welches um 200 v. Chr. errichtet wurde. Gymnische Agone hielt man aber wahrscheinlich schon früher in Didyma ab. Auf der Nordseite des Stadions dienten die sieben Tempelstufen den Zuschauern als Sitzgelegenheit. Viele sogenannte Toposinschriften haben sich auf diesen Stufen erhalten, das heißt die Zuschauer hatten dort ihre Namen eingeritzt oder sogar eingemeißelt. Gegenüber der südlichen Langseite des Apollontempels gab es einen Zuschauerrang aus Kalksteinblöcken. Die sieben oder acht Reihen Sitzstufen begannen im Osten gegenüber der Südostecke des Apollontempels. Von dort erstreckten sie sich wenigstens bis zur Südwestecke des Apollontempels, also etwa auf einer Länge von 120 m. Östlich der Sitzstufen sind die Reste der Startvorrichtung für läuferische Wettkämpfe erhalten. Interessant ist, dass man beim Bau des Theaters eine unbestimmte Anzahl von Sitzstufen aus dem nahen Stadion wiederverwendete. Somit scheinen in der zweiten Hälfte des 1. Jahrhunderts n. Chr. die musischen Agone wichtiger als die gymnischen Agone geworden zu sein.

### Theater

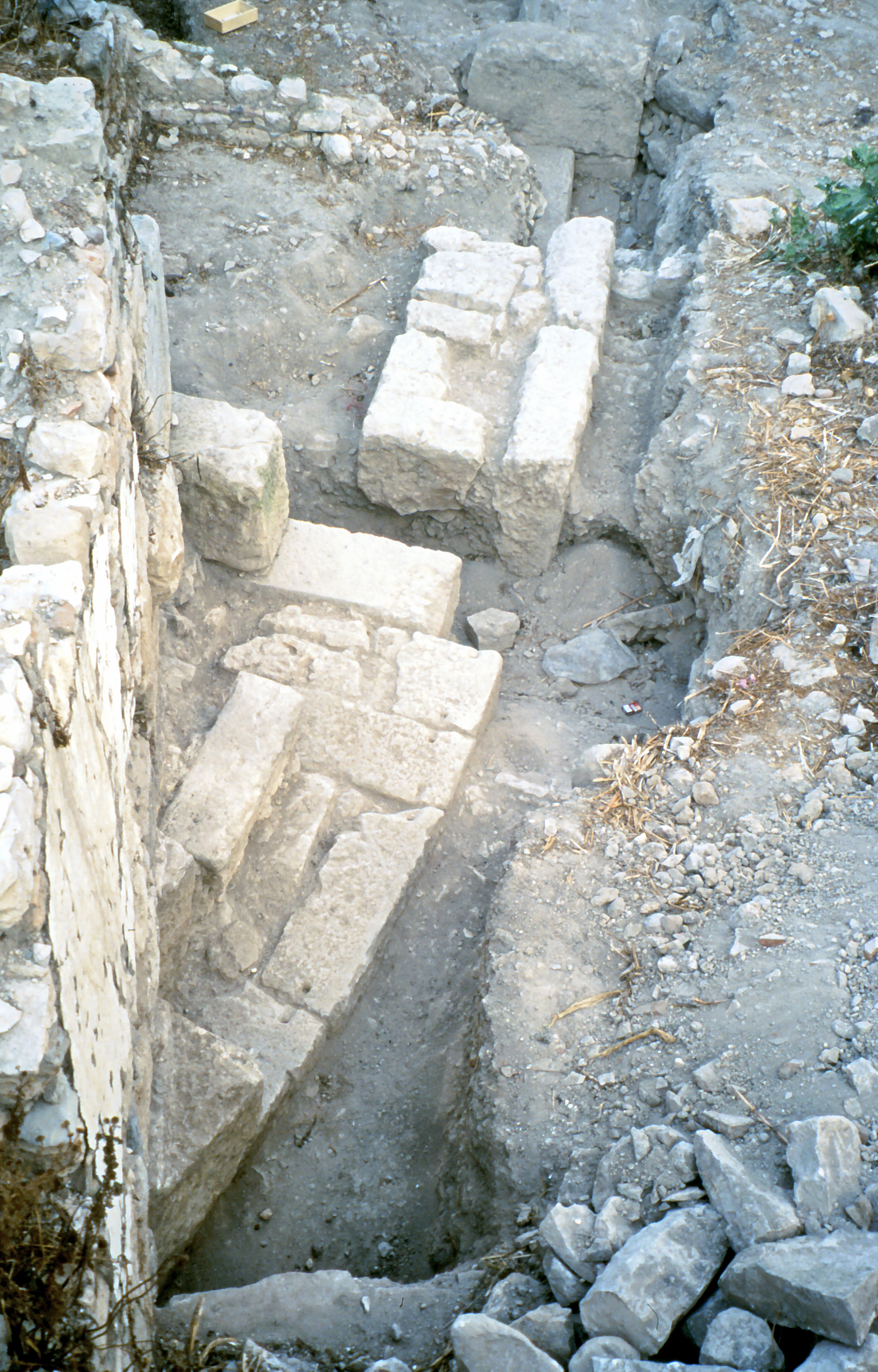
Blick von Osten auf die Nordwand der Cavea

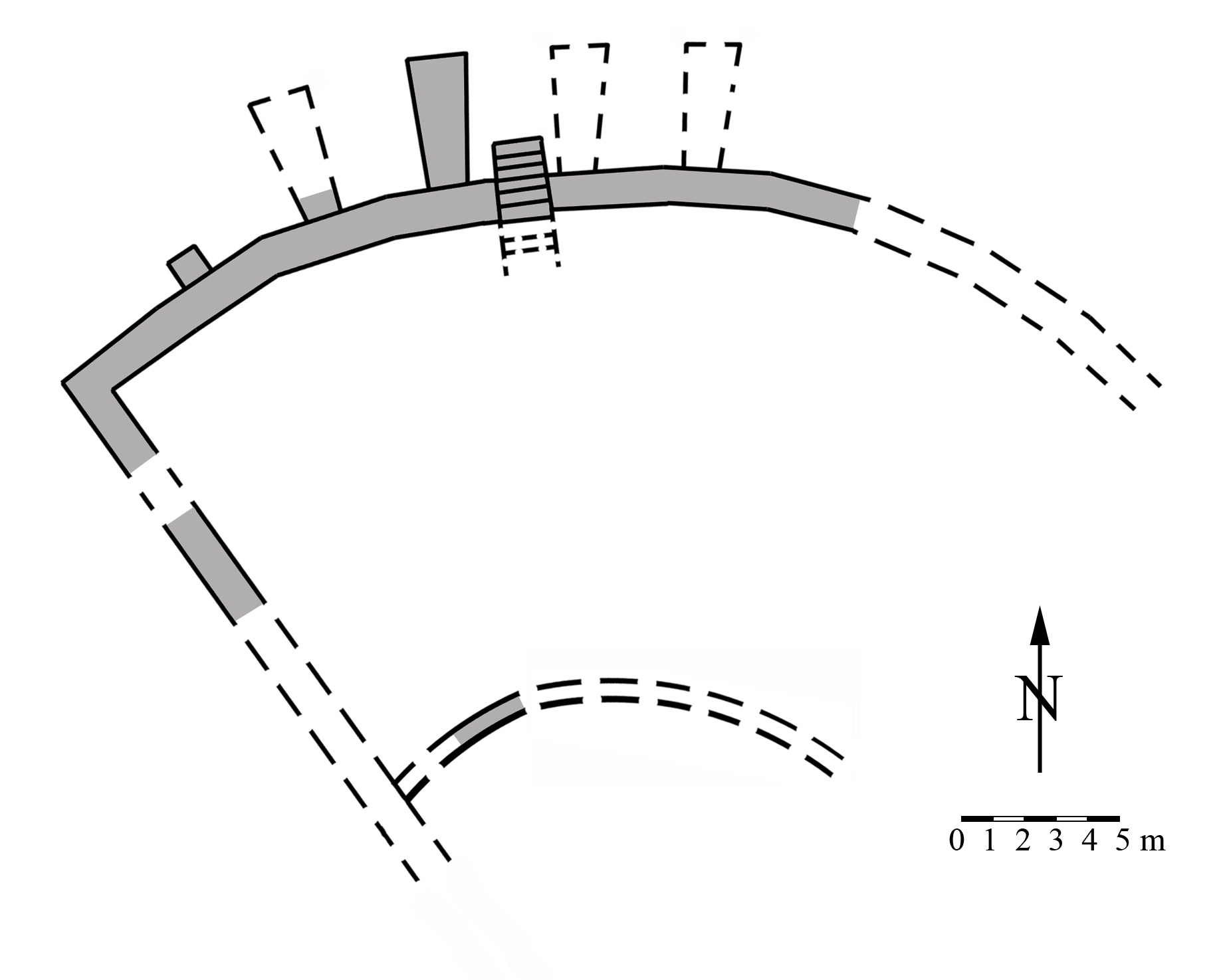
Theater: nördliche Hälfte der Cavea mit den ausgegrabenen Mauern und Sitzstufen (grau)

Bei Ausgrabungen in den Jahren 2010 und 2011 wurden die Überreste eines Theaters gefunden. Es traten Mauern, Treppen und Sitzstufen des halbkreisförmigen Zuschauerraums (Cavea) zutage, die zwei Bauphasen bezeugen. Die erste Phase liegt am Ende des 1. Jahrhunderts n. Chr. Dies zeigen eine Münze des römischen Kaisers Nero und viele Keramikscherben, die aus der gleichen Zeit stammen. Damals hatte der Zuschauerraum des Theaters einen Durchmesser von etwa 52 m und bot 3000 Zuschauern Platz. In der ersten Hälfte des 2. Jahrhunderts n. Chr. vergrößerte man die Cavea und baute einen weiteren Rang an, sodass sie einen Durchmesser von etwa 61 m aufwies. Damit konnte sie 4000 Zuschauer aufnehmen.
Zur gleichen Zeit wurde auch das Bühnengebäude (Skene) des Theaters erneuert. Dies bezeugt die Weihinschrift auf seinem Gebälk. Darin ist zu lesen, dass die Skene den Göttern Apollon, Artemis, Leto und Zeus sowie dem Kaiser Hadrian und dem Volk von Milet geweiht war. Da Kaiser Hadrian im Jahr 129 n. Chr. Milet und Didyma besuchte, wird wahrscheinlich zu diesem Anlass das Bühnengebäude errichtet worden sein. Seine Fundamente konnten bei Ausgrabungen jedoch noch nicht gefunden werden. In zahlreichen kaiserzeitlichen Inschriften werden die Sieger musischer Agone gepriesen, die man zu Ehren Apollons in Didyma veranstaltete. Sie werden sicher in dem 2010 unvermutet gefundenen Theater abgehalten worden sein. Womöglich gab es aber schon einen hellenistischen Vorgängerbau, weil in einer Inschrift vom Anfang des 3. Jahrhunderts v. Chr. belegt ist, dass Antiochos I. einen Ehrenplatz bei Chorwettbewerben in Didyma innehatte.